# Бусэин-Гол
Бусэин-Гол (Бусын-Гол) — река, протекающая в Монголии и по границе России (Республика Тыва) и Монголии. Приток реки Шишхид-Гол (монгольское название верхнего течения Малого Енисея).
Высота устья — 1123 м над уровнем моря.
Река относится к Енисейскому бассейновому округу, речной бассейн — Енисей, водохозяйственный участок реки — Малый Енисей. Длина реки составляет 129 км, водосборная площадь — 2380 км².